# Andrew Vanden Heuvel
Andrew Vanden Heuvel (6 agosto 1982) è un astronomo statunitense.
È professore al Calvin College.
Il Minor Planet Center gli accredita la scoperta dell'asteroide 128177 Griffioen effettuata il 5 settembre 2003.